# Михаил Астрапас и Евтихий
Михаил Астрапас и монах Евтихий (греч. Μιχαήλ Αστραπάς και Ευτύχιος) византийские художники из Салоник, представители раннего, так называемого, Палеологова возрождения в византийском искусстве. 
Считаются создателями отдельного направления (художественной школы) в церковной живописи Сербии. 

## Исторические и географические рамки деятельности двух художников

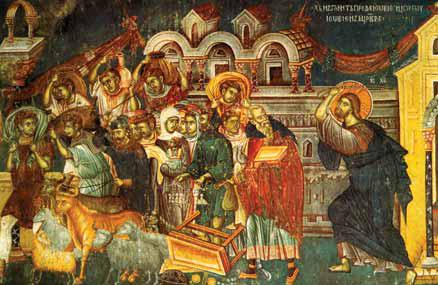
Изгнание торговцев из храма, Церковь Святого Никиты (Баняне)

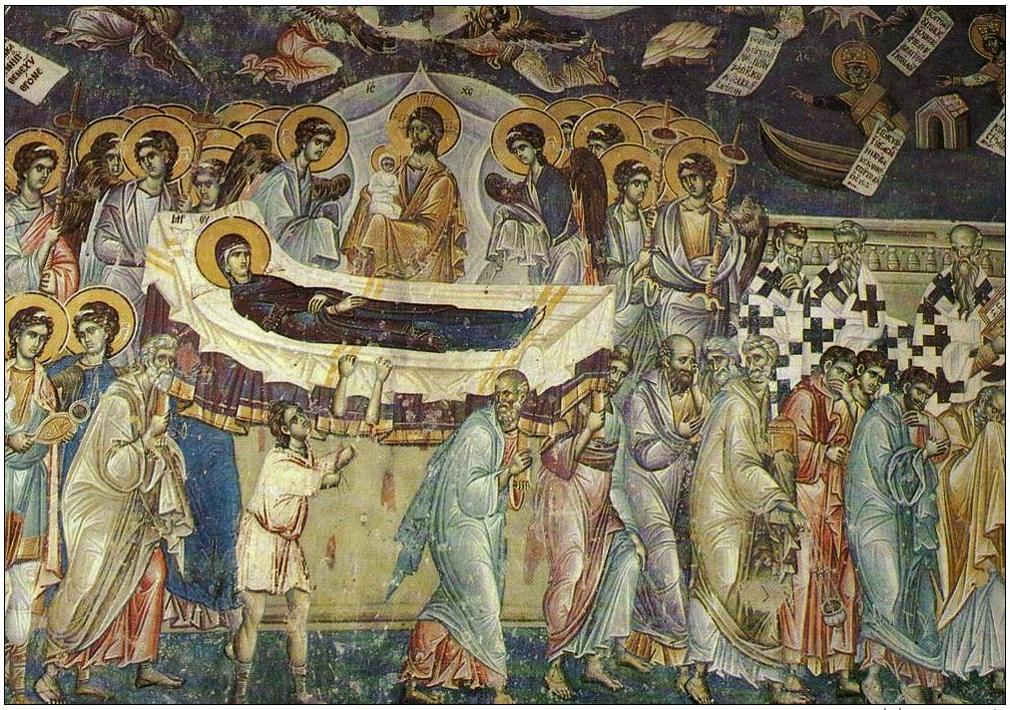
Успение Богородицы, Святой Георгий (Старо Нагоричане).

Творчество Михаила Астрапаса и его помощника монаха Евтихия отмечено в период с 1294 по 1317 год.. 
В своём большинстве храмы расписанные двумя художниками были в числе 15 храмов и монастырей возведённых сербским королём Стефаном Урошем Милутином на территории Сербского королевства и Византийской империи (Фессалоники, Константинополь, Афон). 
В силу геополитических потрясений конца XX века, часть храмов, возведённых королём Стефаном Милутином, кроме собственно Сербии и Греции, оказалась также на территориях частично признанного Косово и Северной Македонии: Храм Богородицы в Призрене (1308/9), Святой Никита в Cucer, Храм Спасителя в Жича (1311), маленький храм Святых Иоакимма и Анны в Студеница (монастырь) (1313/4), Святой Георгий в Staro Nagoricino (1317) и Храм Богородицы в Граганице (1321). 
Из них храмы в Призрене, Cucer, Staro Nagoricino были расписаны Михаилом Астрапасом и Евтихием из Салоник. 
Однако наиболее известными росписями художников являются росписи церкви Богородицы Перивлептос в Охриде, построенной в 1294/5 византийским дворянином и родственником императора Андроника Палeолога, Прогоносом Сгуросом. 
На этих росписях художники, в разных местах, оставили свои подписи. К примеру на острие меча Святого Меркурия написано “рука Михаила Астрапаса” ("χείρ Μιχαήλ του Αστραπά"), в то время как имена обоих художников отмечены на декоративной ленте мантии двух военных святых.

## Манера художников

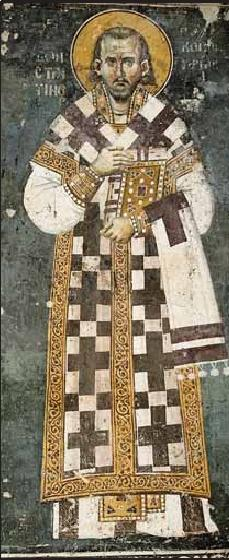
Фреска Константин Кавасила, Церковь Пресвятой Богородицы Перивлептос.

В своей манере живописи художники следовали так называемой второй палеологовой манере, появившейся в Византии в начале 14 века, для которой характерны тенденции изысканности, элегантности и классического духа. 
Такими рассматриваются и росписи Церкви Святого Николая Орфаноса (1320) в Салониках, которая была возведена Милутином. У сербского короля были тесные связи с Салониками, в силу его женитьбы с Симонидой, дочерью византийского императора Андроника Палеолога. 
Росписи Михаила и Евтихия в храме Перивлептос характеризуются тяжёлыми объёмными фигурами с выразительными глазами и угловатой, как в кубизме, драпировкой. 
Позы и движения интенсивны и драматичны. 
Греческие искусствоведы отмечают, что в целом росписи выделяются своей гиперболой (преувеличением) в выразительных средствах и передаче объёмов. Они же считают, что эти росписи являются кульминацией, так называемой, объёмной манеры, которая начала вырисовываться в искусстве середины XIV века и характеризуется отчётливым акцентом на стереометрическую передачу фигур и одежд. 